# Main Event des World Series of Poker 2008
Des joueurs du monde entier sont venus pour jouer le plus gros tournoi annuel de poker. En 2008, ce sont 6844 joueurs qui se sont inscrits pour 10000$ soit une progression de presque 8 % par rapport à 2007. Certains sont passés par des tournois satellites, notamment sur Internet. 
Le Main Event 2008 offre le second plus gros prizepool de l’histoire des WSOP. 666 joueurs sont dans les places payés et se partagent les 64 333 600 $ du prizepool (total des gains reversés).  
Le vainqueur 2008 repartira avec un peu plus de 9,1 millions de dollars soit presque 900 000 $ de plus que l'année précédente.

## Tournoi

### Jour 1
Mettre plus de 6000 joueurs dans un même casino, au même moment étant impossible, le Jour 1 du tournoi est réparti sur quatre jours chacun nommé par une lettre (A, B, C et D).

#### Jour 1A
Le Jour 1A est traditionnellement le jour de lancement le moins fréquenté. 1297 joueurs ont pris part à l’événement soit 10 de plus que l’année précédente. 
Côté français on pouvait retrouver au départ de cette journée Alexia Portal, Michel Leibgorin, David Benyamine, ou encore Guillaume de la Gorce pour ne citer que les plus connus. 
Kevin “BeL0WaB0Ve” Saul, Dan Harrington, Joe Sebok, Freddy Deeb, Tom “Durrrr” Dwan, Eli Elezra, Erica Schoenberg, ou encore Gavin Smith sont éliminés dès le Day 1A.
Après le jour 1A, les joueurs qui avaient le plus de jetons étaient :
| Joueur           | Jetons  |
| ---------------- | ------- |
| Mark Garner      | 205 000 |
| Brandon Adams    | 170 000 |
| Kellen Hunter    | 154 000 |
| Patrick Fortin   | 145 000 |
| Stefan Mattsson  | 139 000 |
| Jeff Frerichs    | 130 000 |
| Todd Rebello     | 125 000 |
| Bryan Colin      | 119 000 |
| Mojgan Stringham | 115 000 |
| Kido Pham        | 115 000 |
| David Rheem      | 110 000 |
| Mark Vos         | 108 000 |

#### Jour 1B
Le vainqueur du Main Event 2004 : Greg Raymer et le vainqueur 2006 du Main Event : Jamie Gold ont décidé tous deux de jouer dans le Jour 1B. 
Vanessa Rousso, Bill Edler, Peter "Nordberg" Feldman, Shaun Deeb, Lee Watkinson, Mike "Schneids" Schneider, Borge Dypvik, Thomas Bihl, Adam Friedman, Humberto Brenes, Steve Zolotow, Mickey Appleman, Thor Hansen, Todd Witteles, Yosh Nakano, John Duthie, Erich Kollman, Sverre Sundbo, Christiane Klecz, Barny Boatman, Jacobo Fernandez, Tom McEvoy, Alex Kravchenko, Dewey Tomko, Erick Lindgren, Daniel Negreanu jouent eux aussi.

### Jour 2

#### Jour 2A
Réunion des joueurs qui ont survécu aux Jour 1A et 1B.
Avec 1250 joueurs au départ et seulement 469 à l’arrivée, le Jour 2A fut dévastateur. 
Voici les leaders à l'issue du Jour 2A :   
| Joueur           | Jetons  |
| ---------------- | ------- |
| Brian Schaedlich | 745 000 |
| Hunter Frey      | 400 000 |
| Jeremiah Smith   | 390 000 |
| Brandon Adams    | 371 000 |
| Kellen Hunter    | 360 000 |
| Patrick Fortin   | 355 000 |
| David Rheem      | 320 000 |
| Farhad Sinaei    | 312 000 |
| Garth Paul       | 265 000 |
| Soren Peterson   | 258 000 |

#### Jour 2B
Réunion des joueurs qui ont survécu aux Jour 1C et 1D.
Avec plus de 1500 éliminations durant le Jour 2B, seuls 855 participants se sont qualifiés durant cette journée et avaient le droit de continuer la partie durant le Jour 3.   
Voici les joueurs qui ont fini le Jour 2B avec le plus grand nombre de jetons :   
| Joueur         | Jetons  |
| -------------- | ------- |
| Alex Outhred   | 486 800 |
| Peter Biebel   | 380 000 |
| Raja Kattamuri | 375 000 |
| Steve Goosen   | 363 000 |
| Victor Ramdin  | 358 000 |
| Reagan Silber  | 340 000 |
| Darryl Ronconi | 315 000 |
| Jason McClane  | 312 000 |
| Rafael Caiaffa | 310 000 |
| Andrew Teng    | 298 000 |

### Jour 3
Au départ du Jour 3, quelques français étaient bien placés :
| Joueur                      | Jetons |
| --------------------------- | ------ |
| Eric Bremond                | 239000 |
| Manuel Bevant               | 211700 |
| Nicolas Levi                | 192100 |
| Stephane Hornet             | 187800 |
| Sylvain Cœur                | 178200 |
| Anthony Roux                | 156500 |
| Bertrand ’ElkY’ Grospellier | 151800 |
| Michel Leibgorin            | 150500 |

Pendant le Jour 3, la bulle a éclaté, c'est-à-dire que l'on a éliminé tous les joueurs non payés. Le premier non-payé, qui a donc fini 667e, s'est vu offrir par le tournoi une place au Main Event des World Series of Poker 2009 d'une valeur de 10 000 $.
Voici la liste des joueurs professionnels qui ont atteint les places payés : 
| - Rolf Slotboom - Thor Hansen - Soren Jensen - Brandon Adams | - Robert Mizrachi - Kara Scott - Mark Vos - Thierry Van Den Berg | - Henninh Grandstad - Ben Roberts - Gus Hansen - Mads Andersen | - Mike Matusow - Phil Hellmuth - Allen Cunningham - Chip Jett | - Dag Martin Mikelsen - Diren Yidiz - José Barbéro |

### Jour 5
Au début du Jour 5, ils sont 189 joueurs encore en lice pour la victoire. Parmi eux, quelques joueurs connus :

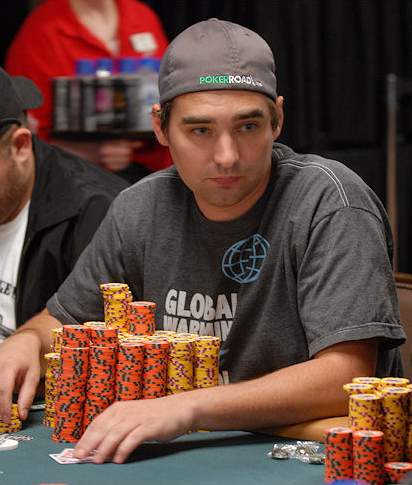
Brandon Cantu

| - Brandon Cantu (1,981,000) - Shawn Sheikan (1,516,000) - Mark Vos (1,373,000) - Gus Hansen (1,367,000) - Victor Ramdin (1,322,000) - José Barbero (1,255,000) | - Allen Cunningham (1,141,000) - Matt Matros (1,126,000) - Jeremiah Smith (955,000) - Tiffany Michelle (909,000) - Jeff Madsen (690,300) - Phil Hellmuth (581,000) | - Mike Matusow (458,000) - Chip Jett (386,000) - Kido Pham (317,000) - Thomas Keller (251,000) - Kara Scott (247,000) |

### Jour 6
Le Jour 6 a eu lieu le 13 juillet dans l'Amazone Room. 
79 joueurs commence le Jour 6, répartis sur neuf tables. La plupart des joueurs restants sont des inconnus. Il reste cependant une légende du poker : Phil Hellmuth.
Et à la surprise générale Phil Hellmuth joue. La sanction de la veille a été annulée, la direction du tournoi a décidé, après une rencontre avec Hellmuth de supprimer la sanction qu'il juge comme sévère et de lui laisser son avertissement.
Le premier éliminé du jour est Bob Whalen (79e) qui remporte 77 200$. Il est imité cinq minutes plus tard par Matt Matros puis Mark Wilds. 

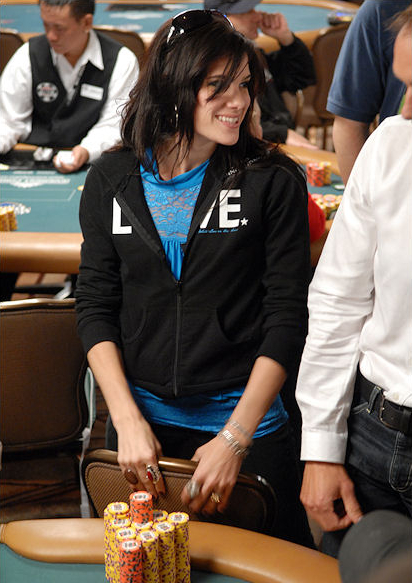
Tiffany Michelle

Après avoir éliminé Bob Whalen et gagné un pot, David "Chino" Rheem passe les 5,000,000 de jetons. 
Lisa Parsons est éliminé en 76e position. Il ne reste alors plus qu'une femme : Tiffany Michelle.
Keith Hawkins, Jamal Sawaqdeh, David Benefield sont ensuite éliminés et gagnent aussi 77,200$. 
Et les gains passent un nouveau palier, et de nombreux joueurs sont éliminés. Daniel Buzgon, James McManus, Terry Lade, Sean Davis, Suresh Prabhu, Chris Zapf, Larry Wright et Victor Ramdin sortent du tournoi dans un intervalle de trente minutes et gagnent 96 500$ chacun.
Brian Tatum, Geert Jans, Thomas Keller, Mark Owens, Justin Sadauskas, Jeremy Gaubert sont les derniers sortis avant la première pause de la journée. Ils finissent de la 63 à la 58e place et chacun remporte 115 800$.
Ils ne sont plus alors que 57 à pouvoir remporter le tournoi, le bracelet et l'argent.
Après la pause de vingt minutes, Jeremy Joseph est sorti par Gert Andersen qui est proche des 10,000,000 de jetons.
Il est suivi par Eric Bamer, Rafael Caiaffa, Alex Outhred, Alan Gould, Mark Ketteringham et Alfredo Fernandez. Ils ne sont alors plus que cinquante. 
Allen Kennedy, Aaron Keay, Nhan "Tommy" Le, David Saab sont les suivants.
Phil Hellmuth finit le tournoi 45e avec A♥,Q♦ contre J♣,J♥. Le flop K♦, 4♥, 3♥ n'apporte rien aux deux joueurs, le turn est un 10♥ offrant à Hellmuth un tirage quinte et couleur, mais la rivière n'est pas un valet ni un coeur mais le 2♠, Andrew Rosskamm élimine Phil Hellmuth.

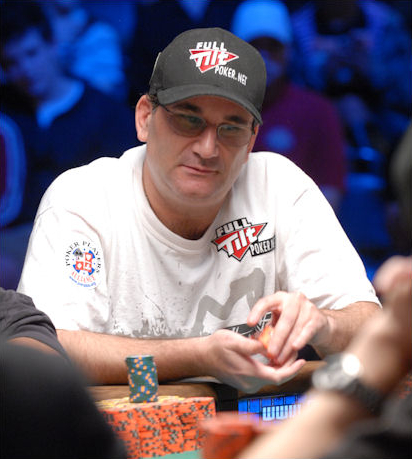
Mike Matusow

Après une seconde pause de jeu, Chris Crilly, Jason Glass, Jonathan Plens, Kido Pham, Mauro Lupo, Craig Stein, Felix Osterland, Andrew Rosskamm sont tour à tour éliminés.
Sur la table télévisée, on retrouve alors : 
- Greg Byard
- Dennis Phillips
- Ivan Demidov
- Phi Nguyen
- Joe Bishop
- Garrett Beckman
- Albert Kim
- Cristian Dragomir
- Tiffany Michelle

Peter Neff est éliminé juste avant la pause-dinner de 90 minutes en 36e place (193,000$).
Andrew Brokos, Greg Byard, Jamal Kunbuz, Clint Schafer, Garrett Beckman, Mike Matusow, Cristian Dragomir et Nikolay Losev sont les derniers éliminés de la journée (193,000$).
À la fin du Jour 6, à minuit, ils ne sont plus que 27, répartis sur trois tables.
| Joueur                       | Jetons     |
| ---------------------------- | ---------- |
| Dennis Phillips              | 11,910,000 |
| Craig Marquis                | 11,460,000 |
| Tiffany 'Hot Chips' Michelle | 9,755,000  |
| Peter Eastgate               | 9,325,000  |
| Kelly Kim                    | 8,840,000  |
| David 'Chino' Rheem          | 8,280,000  |
| Gert Andersen                | 6,740,000  |
| Paul Snead                   | 6,600,000  |
| Chris Klodnicki              | 6,245,000  |
| Toni Judet                   | 5,000,000  |
| Ivan Demidov                 | 4,965,000  |
| Nicholas Sliwinski           | 4,925,000  |
| Joe Bishop                   | 4,855,000  |
| Brandon Cantu                | 4,740,000  |
| Darus Suharto                | 4,510,000  |
| Scott Montgomery             | 4,320,000  |
| Owen 'ocrowe' Crowe          | 3,800,000  |
| Albert Kim                   | 3,675,000  |
| Ylon Schwartz                | 3,655,000  |
| Jason Riesenberg             | 3,405,000  |
| Anthony Scherer              | 2,385,000  |
| Dean Hamrick                 | 2,375,000  |
| Tim Loecke                   | 2,280,000  |
| Aaron Gordon                 | 1,790,000  |
| Niklas Flisberg              | 1,330,000  |
| Phi Nguyen                   | 1,020,000  |
| Michael Carroll              | 1,015,000  |

### Jour 7

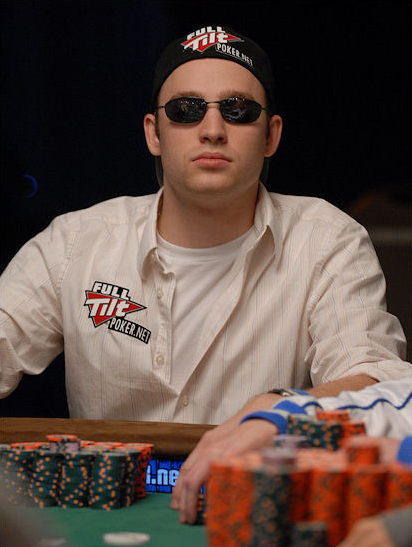
Craig Marquis

Joe Bishop est éliminé en 11e place. Joe Bishop décida d'aller à tapis pour 2,4 millions. Chino Rheem paya depuis la big blind et montra 2♥, 2♣ à Bishop qui lui avait A♣, 3♥. Le flop A♥, 3♣, 5♠ avait l'air très bon pour Bishop puisqu'il lui donnait deux paires. Mais cela donnait aussi à Rheem un tiage quinte, et après le tournant : Q♣ Bishop alla marcher, incapable de regarder, avec une caméra ESPN filmant sa réaction. Et le donneur plaça le 4♥ sur la table. Rheem leva les mains triomphant. Déçu, Bishop quitta le Main Event.
Les dix joueurs restants sont alors réunit sur la table principale télévisée par ESPN.
Dean Hamrick est éliminé en 10e position et remporte 591,869$. Il alla à tapis pour 3 420 000, Craig Marquis lui aussi alla all in et tous les autres ont jeté leurs cartes. Ils retournèrent les cartes :
- Hamrick: A♠, J♣
- Marquis: Q♣, Q♥

Le flop fut K♣, 10♥, 3♦. Marquis était toujours favori pour remporter le pot, mais Hamrick tirait un tirage pour la suite. Le tournant fut le 10♦, qui n'aidait pas Hamrick, qui perd son tirage (la dame lui donnerait quinte mais ferait full chez l'adversaire) et ne peut plus jouer qu'un as pour survivre. Le donneur mis la rivière sur la table : K♠, Hamrick était éliminé et les 9 joueurs restants allaient revenir 117 jours plus tard pour la table finale des World Series of Poker 2008.

### Table finale

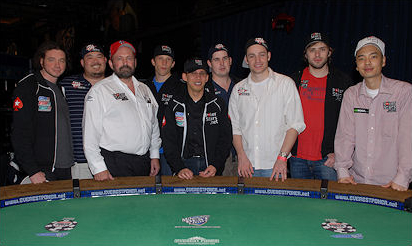
Les 9 joueurs de la Table Finale

Nouveauté cette année, la table finale des WSOP 2008 se jouera en novembre. Elle aura lieu très exactement le 9 novembre, soit 117 jours après l'élimination du 10e. 
Elle sera composée de neuf joueurs :
- Siège 1: Dennis Phillips - 26,295,000
- Siège 2: Craig Marquis - 10,210,000
- Siège 3: Ylon Schwartz - 12,525,000
- Siège 4: Scott Montgomery - 19,690,000
- Siège 5: Darus Suharto - 12,520,000
- Siège 6: Chino Rheem - 10,230,000
- Siège 7: Ivan Demidov - 24,400,000
- Siège 8: Kelly Kim - 2,620,000
- Siège 9: Peter Eastgate - 18,375,000

### Tête à tête final
Le danois Peter Eastgate est le vainqueur du Main Event des World Series of Poker 2008 après avoir sorti le russe Ivan Demidov lors du tête à tête final.

## Les célébrités dans le tournoi

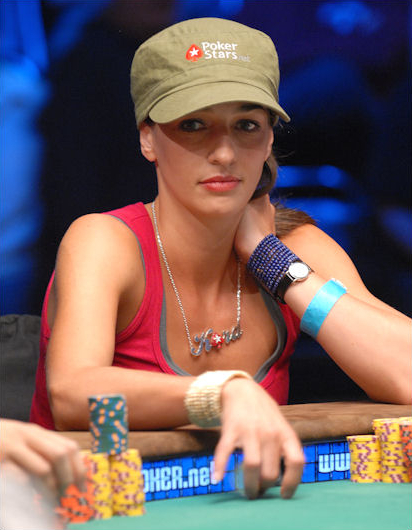
Kara Scott

- Éliminés lors du Jour 1: Jason Alexander, Nick Cannon, Jose Canseco, Jeff Fenech, Larry Flynt, Forrest Griffin, Orel Hershiser, Chuck Liddell, Brad May, Mekhi Phifer, Sam Simon, Jennifer Tilly, David Wells.

- Éliminés lors du Jour 2: Paul Azinger, Bruce Buffer, Shannon Elizabeth, Sully Erna, Ray Romano.

- Éliminés lors du Jour 3: Andy Griggs, Shane Warne.

- Éliminé lors du Jour 4: Steve Davis (389e place, 28 950$).

- Éliminée lors du Jour 5: Kara Scott (104e place, 41 816$).

## Performance des anciens vainqueurs
| Nom              | Vainqueur en | Éliminé (jour) | ITM Place | Gain     |
| ---------------- | ------------ | -------------- | --------- | -------- |
| Doyle Brunson    | 1976 et 1977 | 1D             |           |          |
| Bobby Baldwin    | 1978         | 1A             |           |          |
| Tom McEvoy       | 1983         | 1B             |           |          |
| Berry Johnston   | 1986         | 1A             |           |          |
| Johnny Chan      | 1987 et 1988 | 4              | 329e      | 32 166$  |
| Phil Hellmuth    | 1989         | 6              | 45e       | 154 400$ |
| Brad Daugherty   | 1991         | 2B             |           |          |
| Jim Bechtel      | 1993         | 1C             |           |          |
| Dan Harrington   | 1995         | 1A             |           |          |
| Huck Seed        | 1996         | 1C             |           |          |
| Scotty Nguyen    | 1998         | 2A             |           |          |
| Noel Furlong     | 1999         | 1D             |           |          |
| Chris Ferguson   | 2000         | 1D             |           |          |
| Carlos Mortensen | 2001         | 2B             |           |          |
| Robert Varkonyi  | 2002         | 2A             |           |          |
| Chris Moneymaker | 2003         | 3              |           |          |
| Greg Raymer      | 2004         | 1B             |           |          |
| Joe Hachem       | 2005         | 2B             |           |          |
| Jamie Gold       | 2006         | 1B             |           |          |
| Jerry Yang       | 2007         | 2B             |           |          |

## Structure
| Niveau                            | Ante       | Blinds                |
| --------------------------------- | ---------- | --------------------- |
| 1                                 | (-)        | 50$-100$              |
| 2                                 | (-)        | 100$-200$             |
| 3                                 | (-)        | 150$-300$             |
| 4                                 | 25$        | 150$-300$             |
| 5                                 | 50$        | 200$-400$             |
| Fin des jours 1A, 1B, 1C et 1D    |            |                       |
| 6                                 | 50$        | 250$-500$             |
| 7                                 | 75$        | 300$-600$             |
| Disparition des jetons de 25$     |            |                       |
| 8                                 | 100$       | 400$-800$             |
| 9                                 | 100$       | 500$-1,000$           |
| 10                                | 200$       | 600$-1,200$           |
| 11                                | 200$       | 800$-1,600$           |
| 12                                | 300$       | 1,000$-2,000$         |
| 13                                | 300$       | 1,200$-2,400$         |
| 14                                | 400$       | 1,500$-3,000$         |
| Disparition des jetons de 100$    |            |                       |
| 15                                | 500$       | 2,000$-4,000$         |
| 16                                | 500$       | 2,500$-5,000$         |
| Disparition des jetons de 500$    |            |                       |
| 17                                | 1,000$     | 3,000$-6,000$         |
| 18                                | 1,000$     | 4,000$-8,000$         |
| 19                                | 1,000$     | 5,000$-10,000$        |
| 20                                | 2,000$     | 6,000$-12,000$        |
| 21                                | 2,000$     | 8,000$-16,000$        |
| 22                                | 3,000$     | 10,000$-20,000$       |
| 23                                | 3,000$     | 12,000$-24 000 $$     |
| 24                                | 4,000$     | 15,000$-30,000$       |
| Disparition des jetons de 1,000$  |            |                       |
| 25                                | 5,000$     | 20,000$-40,000$       |
| 26                                | 5,000$     | 25,000$-50,000$       |
| 27                                | 10,000$    | 30,000$-60,000$       |
| 28                                | 10,000$    | 40,000$-80,000$       |
| 29                                | 10,000$    | 50,000$-100,000$      |
| 30                                | 15,000$    | 60,000$-120,000$      |
| 31                                | 20,000$    | 80,000$-160,000$      |
| 32                                | 30,000$    | 100,000-200 000 $$    |
| 33                                | 30,000$    | 120,000-240 000 $$    |
| 34                                | 40,000$    | 150,000$-300,000$     |
| Disparition des jetons de 5,000$  |            |                       |
| 35                                | 50,000$    | 200,000$-400,000$     |
| 36                                | 50,000$    | 250,000$-500,000$     |
| 37                                | 75,000$    | 300,000$-600,000$     |
| Disparition des jetons de 25 000$ |            |                       |
| 38                                | 100,000$   | 400,000$-800,000$     |
| 39                                | 150,000$   | 500,000$-1,000,000$   |
| 40                                | 200,000$   | 600,000$-1,200,000$   |
| 41                                | 200,000$   | 800,000$-1,600,000$   |
| 42                                | 300,000$   | 1,000,000$-2,000,000$ |
| 43                                | 300,000$   | 1,200,000$-2,400,000$ |
| 44                                | 400,000$   | 1,500,000$-3,000,000$ |
| 45                                | 500,000$   | 2,000,000$-4,000,000$ |
| 46                                | 500,000$   | 2,500,000$-5,000,000$ |
| 47                                | 1,000,000$ | 3,000,000$-6,000,000$ |

## Payout
Les 666 premiers se sont partagé le prizepool de la manière suivante :
| Places          | Gains       |
| --------------- | ----------- |
| 1er             | 9 119 517 $ |
| 2e              | 5 790 024 $ |
| 3e              | 4 503 352 $ |
| 4e              | 3 763 515 $ |
| 5e              | 3 088 012 $ |
| 6e              | 2 412 510 $ |
| 7e              | 1 769 174 $ |
| 8e              | 1 286 672 $ |
| 9e              | 900 670 $   |
| du 10e au 12e   | 591 869 $   |
| du 13e au 15e   | 463 201 $   |
| du 16e au 18e   | 334 534 $   |
| du 19e au 27e   | 257 334 $   |
| du 28e au 36e   | 193 000 $   |
| du 37e au 45e   | 154 400 $   |
| du 46e au 54e   | 135 100 $   |
| du 55e au 63e   | 115 800 $   |
| du 64e au 72e   | 96 500 $    |
| du 73e au 81e   | 77 200 $    |
| du 82e au 90e   | 64 333 $    |
| du 91e au 99e   | 51 466 $    |
| du 100e au 162e | 41 816 $    |
| du 163e au 225e | 38 600 $    |
| du 226e au 288e | 35 383 $    |
| du 289e au 351e | 32 166 $    |
| du 352e au 414e | 28 950 $    |
| du 415e au 477e | 27 020 $    |
| du 478e au 540e | 25 090 $    |
| du 541e au 603e | 23 160 $    |
| du 604e au 666e | 21 230 $    |

## Les joueurs payés
| Place | Joueur                             | Ville de résidence                 | Pays               | Gains       |
| ----- | ---------------------------------- | ---------------------------------- | ------------------ | ----------- |
| 1     | Peter Eastgate                     |                                    |                    | 9 152 416 $ |
| 2     | Ivan Demidov                       |                                    |                    | 5 809 595 $ |
| 3     | Dennis Phillips                    |                                    |                    | 4 517 773 $ |
| 4     | Ylon Schwartz                      |                                    |                    | 3 774 974 $ |
| 5     | Scott Montgomery                   |                                    |                    | 3 096 768 $ |
| 6     | Darus Suharto                      |                                    |                    | 2 418 562 $ |
| 7     | David Rheem                        |                                    |                    | 1 772 650 $ |
| 8     | Kelly Kim                          |                                    |                    | 1 288 217 $ |
| 9     | Craig Marquis                      |                                    |                    | 900 670 $   |
| 10    |                                    |                                    |                    |             |
| 11    |                                    |                                    |                    |             |
| 12    |                                    |                                    |                    |             |
| 13    |                                    |                                    |                    |             |
| 14    |                                    |                                    |                    |             |
| 15    |                                    |                                    |                    |             |
| 16    |                                    |                                    |                    |             |
| 17    |                                    |                                    |                    |             |
| 18    |                                    |                                    |                    |             |
| 19    |                                    |                                    |                    |             |
| 20    |                                    |                                    |                    |             |
| 21    |                                    |                                    |                    |             |
| 22    |                                    |                                    |                    |             |
| 23    |                                    |                                    |                    |             |
| 24    |                                    |                                    |                    |             |
| 25    |                                    |                                    |                    |             |
| 26    |                                    |                                    |                    |             |
| 27    |                                    |                                    |                    |             |
| 28    |                                    |                                    |                    |             |
| 29    |                                    |                                    |                    |             |
| 30    |                                    |                                    |                    |             |
| 31    |                                    |                                    |                    |             |
| 32    |                                    |                                    |                    |             |
| 33    |                                    |                                    |                    |             |
| 34    |                                    |                                    |                    |             |
| 35    |                                    |                                    |                    |             |
| 36    |                                    |                                    |                    |             |
| 37    |                                    |                                    |                    |             |
| 38    |                                    |                                    |                    |             |
| 39    |                                    |                                    |                    |             |
| 40    |                                    |                                    |                    |             |
| 41    |                                    |                                    |                    |             |
| 42    |                                    |                                    |                    |             |
| 43    |                                    |                                    |                    |             |
| 44    |                                    |                                    |                    |             |
| 45    |                                    |                                    |                    |             |
| 46    |                                    |                                    |                    |             |
| 47    |                                    |                                    |                    |             |
| 48    |                                    |                                    |                    |             |
| 49    |                                    |                                    |                    |             |
| 50    |                                    |                                    |                    |             |
| 51    |                                    |                                    |                    |             |
| 52    |                                    |                                    |                    |             |
| 53    |                                    |                                    |                    |             |
| 54    |                                    |                                    |                    |             |
| 55    |                                    |                                    |                    |             |
| 56    |                                    |                                    |                    |             |
| 57    |                                    |                                    |                    |             |
| 58    |                                    |                                    |                    |             |
| 59    |                                    |                                    |                    |             |
| 60    |                                    |                                    |                    |             |
| 61    |                                    |                                    |                    |             |
| 62    |                                    |                                    |                    |             |
| 63    |                                    |                                    |                    |             |
| 64    |                                    |                                    |                    |             |
| 65    |                                    |                                    |                    |             |
| 66    |                                    |                                    |                    |             |
| 67    |                                    |                                    |                    |             |
| 68    |                                    |                                    |                    |             |
| 69    |                                    |                                    |                    |             |
| 70    |                                    |                                    |                    |             |
| 71    |                                    |                                    |                    |             |
| 72    |                                    |                                    |                    |             |
| 73    |                                    |                                    |                    |             |
| 74    |                                    |                                    |                    |             |
| 75    |                                    |                                    |                    |             |
| 76    |                                    |                                    |                    |             |
| 77    |                                    |                                    |                    |             |
| 78    |                                    |                                    |                    |             |
| 79    |                                    |                                    |                    |             |
| 80    | Mark Vos                           | Le Cap                             | Afrique du Sud     | 77 200 $    |
| 81    | Davor Lanini                       | Parma                              | Italie             | "           |
| 82    | Stephen Kenna                      | Dublin                             | Ireland            | 64 333 $    |
| 83    | Lonnie Heimowitz                   | Monticello (New York)              | États-Unis         | "           |
| 84    | Alexander Kostritsyn               | Moscou                             | Russie             | "           |
| 85    | Cedric Kolstad                     | Mesa (Arizona)                     | États-Unis         | "           |
| 86    | Reagan Silber                      | Los Angeles (Californie)           | États-Unis         | "           |
| 87    | Karle Wilson                       | West Chester (Ohio)                | États-Unis         | "           |
| 88    | Santeri Valikoski                  | Espoo                              | Finlande           | "           |
| 89    | Jose Barbero                       | Buenos Aires                       | Argentine          | "           |
| 90    | Jeffrey Papola                     | Howell (New Jersey)                | États-Unis         | "           |
| 91    | Timothy Taylor                     | Tampa (Floride)                    | États-Unis         | 51,466$     |
| 92    | Geoffery Herzog                    | Jacksonville (Floride)             | États-Unis         | "           |
| 93    | Markus Feurle                      | Bregenz                            | Autriche           | "           |
| 94    | Robert Hwang                       | Barnegat (New Jersey)              | États-Unis         | "           |
| 95    | Yde Deutekom                       | Zoetermeer                         | Pays-Bas           | "           |
| 96    | Aditya Agarwal                     | Philadelphia (Pennsylvanie)        | États-Unis         | "           |
| 97    | Dwayne Stacey                      | Romsey                             | Angleterre         | "           |
| 98    | Darren Grant                       | Toronto                            | Canada             | "           |
| 99    | Cort Kibler-Melby                  | Berlin                             | Allemagne          | "           |
| 100   | Marc Podell                        | New York                           | États-Unis         | 41 816 $    |
| 101   | Vito Branciforte                   | Kourtant                           | Allemagne          | "           |
| 102   | Petteri Pirinen                    | Espoo                              | Finlande           | "           |
| 103   | Tri Nguyen                         | Westminster (Californie)           | États-Unis         | "           |
| 104   | Kara Tobin                         | Hove                               | Angleterre         | "           |
| 105   | Shahram Sheikhan                   | Las Vegas (Nevada)                 | États-Unis         | "           |
| 106   | Stephan Hornet                     | Clichy                             | France             | "           |
| 107   | Nathan Hays                        | Lincoln (Nebraska)                 | États-Unis         | "           |
| 108   | Nghia Le                           | Shakopee (Minnesota)               | États-Unis         | "           |
| 109   | Greg De Bora                       | Toronto                            | Canada             | "           |
| 110   | Reggie Lyons                       | Dublin                             | Irlande            | "           |
| 111   | Robert Ford                        | Johnstown (Pennsylvanie)           | États-Unis         | "           |
| 112   | Jeff Madsen                        | Las Vegas (Nevada)                 | États-Unis         | "           |
| 113   | Steve Pestal                       | Long Beach (Californie)            | États-Unis         | "           |
| 114   | Adam York                          | Bristol                            | Angleterre         | "           |
| 115   | Keller Hunter                      | Minot (Dakota du Nord)             | États-Unis         | "           |
| 116   | Matthew Jensen                     | Los Angeles (Californie)           | États-Unis         | "           |
| 117   | Allen Cunningham                   | Las Vegas (Nevada)                 | États-Unis         | "           |
| 118   | William Brewin                     | Bristol                            | Angleterre         | "           |
| 119   | Jens Klaning                       | Aarhus                             | Danemark           | "           |
| 120   | Jeff Kimber                        | Londres                            | Angleterre         | "           |
| 121   | Keith Ferrera                      | Las Vegas (Nevada)                 | États-Unis         | "           |
| 122   | Brandon Becker                     | Loveland (Dakota du Nord)          | États-Unis         | "           |
| 123   | Raja Kattamuri                     | Irving (Texas)                     | États-Unis         | "           |
| 124   | Douglas Ashmore                    | Houston (Texas)                    | États-Unis         | "           |
| 125   | Dale Hoy                           | Norwich                            | Angleterre         | "           |
| 126   | Andrew Teng                        | Londres                            | Angleterre         | "           |
| 127   | Dan Assor                          | Caracas                            | Venezuela          | "           |
| 128   | Brad Johnson                       | Madison (Alabama)                  | États-Unis         | "           |
| 129   | Jason Su                           | Houston (Texas)                    | États-Unis         | "           |
| 130   | Jeffrey Anderson                   | Mt. Vernon                         | États-Unis         | "           |
| 131   | Anton Nikaj                        | Putnam Valley                      | États-Unis         | "           |
| 132   | Alexander Tinsley                  | Wauconda (Illinois)                | États-Unis         | "           |
| 133   | Xiao Dong Deng                     | Edmonton                           | Canada             | "           |
| 134   | Terry Stewart                      | Duluth (Géorgie)                   | États-Unis         | "           |
| 135   | Brent Sheirbon                     | The Dalles (Oregon)                | États-Unis         | "           |
| 136   | Minna Ritakorpi                    | Vantaa                             | Finlande           | "           |
| 137   | Robert Betts                       | Las Vegas (Nevada)                 | États-Unis         | "           |
| 138   | Pontus Khosravi                    | Gothenburg                         | Suède              | "           |
| 139   | Karen Manfrede                     | Santa Monica (Californie)          | États-Unis         | "           |
| 140   | Sylvain Coeur                      | Echirolles                         | France             | "           |
| 141   | Mikael Johansson                   | Kristianstad                       | Suède              | "           |
| 142   | Andrew Schultz                     | Madison (Wisconsin)                | États-Unis         | "           |
| 143   | Keoni Schwartz                     | San Francisco (Californie)         | États-Unis         | "           |
| 144   | Matthew Lessinger                  | Alameda (Californie)               | États-Unis         | "           |
| 145   | Joel Fischbein                     | Las Vegas (Nevada)                 | États-Unis         | "           |
| 146   | Jeremiah Smith                     | Las Vegas (Nevada)                 | États-Unis         | "           |
| 147   | Sarkis Akopyan                     | Moscou                             | Russie             | "           |
| 148   | Jonathan Friedberg                 | Las Vegas (Nevada)                 | États-Unis         | "           |
| 149   | Charalampos Tsaoussis              | Starberg                           | Allemagne          | "           |
| 150   | Barry Leventhal                    | Brooklyn                           | États-Unis         | "           |
| 151   | Justin St John                     | Pittsburgh (Pennsylvanie)          | États-Unis         | "           |
| 152   | Patrick Zamarian                   | Zurich                             | Suisse             | "           |
| 153   | Garth Paul N                       | Ridgeville (Ohio)                  | États-Unis         | "           |
| 154   | Kyle Carlston                      | Las Vegas (Nevada)                 | États-Unis         | "           |
| 155   | Christopher Overgard               | Naperville (Illinois)              | États-Unis         | "           |
| 156   | Joshua Freeman                     | Plantation (Floride)               | États-Unis         | "           |
| 157   | Noah Kawashige                     | Honolulu                           | États-Unis         | "           |
| 158   | Jerry Martin                       | Indianapolis                       | États-Unis         | "           |
| 159   | Cory Albertson                     | Houston (Texas)                    | États-Unis         | "           |
| 160   | Gus Hansen                         | Copenhagen                         | Danemark           | "           |
| 161   | Charles Jett                       | Henderson (Nevada)                 | États-Unis         | "           |
| 162   | Hoyt Corkins                       | Las Vegas (Nevada)                 | États-Unis         | "           |
| 163   | Robin Larsson                      | Koping                             | Suède              | 38 600 $    |
| 164   | Andy Witek                         | Nevada City (Californie)           | États-Unis         | "           |
| 165   | Evan Jarvis                        | Toronto                            | Canada             | "           |
| 166   | Cornel Pazara                      | San Jose (Californie)              | États-Unis         | "           |
| 167   | Mao Qiu                            | Scottsdale (Arizona)               | États-Unis         | "           |
| 168   | Gerardus Terwisscha Van Scheltinga | Groningen                          | Pays-Bas           | "           |
| 169   | Jesse Mceuen                       | Akron (Ohio)                       | États-Unis         | "           |
| 170   | Helge Pederson                     | Odense                             | Danemark           | "           |
| 171   | William Purle                      | Wokingham                          | Angleterre         | "           |
| 172   | Luigi Esposito                     | Glendale (New York)                | États-Unis         | "           |
| 173   | Thomas Cope                        | Westport (Connecticut)             | États-Unis         | "           |
| 174   | James Mills                        | Downey (Californie)                | États-Unis         | "           |
| 175   | Christopher Barrile                | Marlborough (Massachusetts)        | États-Unis         | "           |
| 176   | Chad Layne                         | Henderson (Nevada)                 | États-Unis         | "           |
| 177   | Charles Dolan                      | Huntington Beach (Californie)      | États-Unis         | "           |
| 178   | Benjamin Roberts                   | Londres                            | Angleterre         | "           |
| 179   | Joshua Norris                      | Toronto                            | Canada             | "           |
| 180   | Bernie Koerner                     | Daytona Beach (Floride)            | États-Unis         | "           |
| 181   | Diren Yildiz                       | Namur                              | Belgique           | "           |
| 182   | Roy Carter                         | Carrollton (Texas)                 | États-Unis         | "           |
| 183   | Neil Sweeting                      | Ashtead                            | Angleterre         | "           |
| 184   | Anthony Meeker                     | Rockville Centre (New York)        | États-Unis         | "           |
| 185   | Gerald Cusick                      | Aurora (Colorado)                  | États-Unis         | "           |
| 186   | Hai Chu                            | Melbourne                          | Australie          | "           |
| 187   | Anthony Clark                      | Reno (Nevada)                      | États-Unis         | "           |
| 188   | Peter Traply                       | Budapest                           | Hongrie            | "           |
| 189   | George Rahme                       | Burbank (Californie)               | États-Unis         | "           |
| 190   | Bayani Flores                      | Berkeley (Californie)              | États-Unis         | "           |
| 191   | Edward Roger                       | Londres                            | Angleterre         | "           |
| 192   | David Olson                        | Dallas                             | États-Unis         | "           |
| 193   | Virgil Beddingfield                | Alpharetta (Géorgie)               | États-Unis         | "           |
| 194   | Eric Bremond                       |                                    |                    | "           |
| 195   | Robert Georato                     | Seabrook (New Hampshire)           | États-Unis         | "           |
| 196   | Andreas Berggren                   |                                    |                    | "           |
| 197   | Alexander Borteh                   | Lewis Center (Ohio)                | États-Unis         | "           |
| 198   | Edwin Aister                       | Yorkville (Illinois)               | États-Unis         | "           |
| 199   | Steve Billirakis                   | Genoa (Illinois)                   | États-Unis         | "           |
| 200   | Glenn Cozen                        | Pasadena (Californie)              | États-Unis         | "           |
| 201   | Ronald Adams                       | Richmond (Colombie-Britannique)    | Canada             | "           |
| 202   | Ross Smith                         | Chicago                            | États-Unis         | "           |
| 203   | Jimmy Nickens                      |                                    |                    | "           |
| 204   | Michael Graffeo                    | Fort Mill (Caroline du Sud)        | États-Unis         | "           |
| 205   | Anthony Zinno                      | Boston                             | États-Unis         | "           |
| 206   | William Soffin                     | Delray Beach (Floride)             | États-Unis         | "           |
| 207   | Jose Baeza                         | San Juan                           | Puerto Rico        | "           |
| 208   | Samir Shakhtoor                    | Malmoe                             | Suède              | "           |
| 209   | Alana Morin                        | Edmonton                           | Canada             | "           |
| 210   | Paulo Loureiro                     | New York City                      | États-Unis         | "           |
| 211   | Hyon Kim                           | Hillsborough (New Jersey)          | États-Unis         | "           |
| 212   | Jeffrey Frye                       | Palestine (Texas)                  | États-Unis         | "           |
| 213   | Le Banh                            | Long Beach (Californie)            | États-Unis         | "           |
| 214   | Daniel Fuhs                        | Long Beach (Californie)            | États-Unis         | "           |
| 215   | Ed Fernandez                       | San Jose (Californie)              | États-Unis         | "           |
| 216   | Scott Carpenter                    | Fairfax Station (Virginie)         | États-Unis         | "           |
| 217   | Joseph Brandenburg                 | Portland (Oregon)                  | États-Unis         | "           |
| 218   | Joseph Ward                        | Revere (Massachusetts)             | États-Unis         | "           |
| 219   | Brent Roberts                      | Staten Island                      | États-Unis         | "           |
| 220   | Ryan Milisits                      | Pittsburgh (Pennsylvanie)          | États-Unis         | "           |
| 221   | Manuel Bevant                      | Paris                              | France             | "           |
| 222   | Justin Wald                        | Redmond (Washington)               | États-Unis         | "           |
| 223   | Jose Gomez                         | Cordova (Alaska)                   | États-Unis         | "           |
| 224   | Matthew Beisner                    | Reno (Nevada)                      | États-Unis         | "           |
| 225   | Jon Turner                         | Las Vegas (Nevada)                 | États-Unis         | "           |
| 226   | Clifton Allen                      | Camarillo (Californie)             | États-Unis         | 35 383 $    |
| 227   | Steven Landfish                    | Saint Albans (Vermont)             | États-Unis         | "           |
| 228   | Joseph Bolnick                     | Los Angeles                        | États-Unis         | "           |
| 229   | Edward Zane                        | Honolulu                           | États-Unis         | "           |
| 230   | Damien Creurer                     | Waterloo (Ontario)                 | Canada             | "           |
| 231   | Thierry Van Den Berg               | Almere                             | Pays-Bas           | "           |
| 232   | Kristian Obbarius                  | Norrland                           | Suède              | "           |
| 233   | Billy Seber                        | Houston (Texas)                    | États-Unis         | "           |
| 234   | Domini Kulicki                     | Amsterdam                          | Pays-Bas           | "           |
| 235   | Veronica Dabul                     | Buenos Aires                       | Argentine          | "           |
| 236   | Kevin Mason                        | West New York (New Jersey)         | États-Unis         | "           |
| 237   | Mark Weil                          | Cincinnati (Ohio)                  | États-Unis         | "           |
| 238   | Evelyn Ng                          | Las Vegas (Nevada)                 | États-Unis         | "           |
| 239   | Tracey Nguyen                      | Henderson (Nevada)                 | États-Unis         | "           |
| 240   | Hevad Khan                         | Poughkeepsie (New York)            | États-Unis         | "           |
| 241   | Sigurd Eskeland                    | Oslo                               | Norvège            | "           |
| 242   | Michael Pedley                     |                                    | Australie          | "           |
| 243   | Melvin Lowe                        | Rockville (Maryland)               | États-Unis         | "           |
| 244   | Olivier Busquet                    | New York                           | États-Unis         | "           |
| 245   | Ziv Bachar                         | Tel Aviv                           | Israël             | "           |
| 246   | Doran Malinasky                    | Hollywood (Floride)                | États-Unis         | "           |
| 247   | George McKeever                    |                                    |                    | "           |
| 248   | Gregory Jamison                    | Las Vegas (Nevada)                 | États-Unis         | "           |
| 249   | Tyron Krost                        | Sydney                             | Australie          | "           |
| 250   | Van Nguyen                         | Bell Gardens (Californie)          | États-Unis         | "           |
| 251   | Soren Petersen                     | Frederiksberg                      | Danemark           | "           |
| 252   | David Baker                        | Rochester Hills (Michigan)         | États-Unis         | "           |
| 253   | Marc Fineman                       | Boca Raton (Floride)               | États-Unis         | "           |
| 254   | Brad Hood                          | Pittsburgh (Pennsylvanie)          | États-Unis         | "           |
| 255   | Paul Lieu                          | Aurora (Illinois)                  | États-Unis         | "           |
| 256   | Marco Marcon                       | Curitiba                           | Brésil             | "           |
| 257   | Leonardo Fernandez                 |                                    |                    | "           |
| 258   | Thomas Cargill                     | Longview (Texas)                   | États-Unis         | "           |
| 259   | Raul Paez                          | Barcelona                          | Espagne            | "           |
| 260   | Travis Cook                        | Springfield (Missouri)             | États-Unis         | "           |
| 261   | Leonardo Emperador                 | Caracas                            | Venezuela          | "           |
| 262   | Andreas Martens                    | Bielefeld                          | Allemagne          | "           |
| 263   | John Bowler                        | Canton (Géorgie)                   | États-Unis         | "           |
| 264   | Brian Eckstrom                     | Marlton (New Jersey)               | États-Unis         | "           |
| 265   | Weikai Chang                       | San Ramon (Californie)             | États-Unis         | "           |
| 266   | Eric Tom                           | Cupertino (Californie)             | États-Unis         | "           |
| 267   | Hannu Korva                        | Oulu                               | Finlande           | "           |
| 268   | David Angel                        | Kingwood (Texas)                   | États-Unis         | "           |
| 269   | Phongthep Thiptinnakon             | Downey (Californie)                | États-Unis         | "           |
| 270   | John Peter                         | Brighton                           | Angleterre         | "           |
| 271   | Shawn Pilot                        | North Hills (Californie)           | États-Unis         | "           |
| 272   | Tino LeChich                       | Melbourne                          | Australie          | "           |
| 273   | Peter Biebel                       | Oshkosh (Wisconsin)                | États-Unis         | "           |
| 274   | Nicholas Voyatzis                  | Pasadena (Californie)              | États-Unis         | "           |
| 275   | Michael Ortlieb                    | Sheboygan (Wisconsin)              | États-Unis         | "           |
| 276   | Mike Ngo                           | Sacramento (Californie)            | États-Unis         | "           |
| 277   | Per Mattsson                       | Stockholm                          | Suède              | "           |
| 278   | Daniel Mitnick                     | Alpharetta (Géorgie)               | États-Unis         | "           |
| 279   | Phidias Georgiou                   | Limassol                           | Chypre             | "           |
| 280   | Chad Freid                         | Northbrook (Illinois)              | États-Unis         | "           |
| 281   | Dag Mikkelsen                      | Stavanger                          | Norvège            | 35 383 $    |
| 282   | Dustin Holmes                      | West Hollywood (Californie)        | États-Unis         | 35 383 $    |
| 283   | Mark Radoja                        | Guelph (Ontario)                   | Canada             | "           |
| 284   | Theodore Park                      | Las Vegas (Nevada)                 | États-Unis         | "           |
| 285   | Ngocchau Do                        | Burbank (Californie)               | États-Unis         | "           |
| 286   | Jeff Heyn                          | Salt Lake City                     | États-Unis         | "           |
| 287   | Aleksandar Rasic                   |                                    |                    | "           |
| 288   | Jiri Hlavaty                       | Prague                             | République tchèque | "           |
| 289   | Paul Kristoffersson                |                                    | Suède              | 32 166 $    |
| 290   | Bernard Brady                      | Tuam Galway                        | Irlande            | "           |
| 291   | Michael Souza                      | San Diego                          | États-Unis         | "           |
| 292   | Paul Vicary                        | Cheshunt (Hertfordshire)           | Angleterre         | "           |
| 293   | Alan Jaffray                       | Silver Springs (Nevada)            | États-Unis         | "           |
| 294   | William Burdick                    | St. Petersburg (Floride)           | États-Unis         | "           |
| 295   | Marcelo Dabus                      | Rio de Janeiro                     | Brésil             | "           |
| 296   | Theodore Harris                    | Mount Shasta (Californie)          | États-Unis         | "           |
| 297   | Frederick Halling                  | Vasteras                           | Suède              | "           |
| 298   | Randy Benton                       | Rolla (Missouri)                   | États-Unis         | "           |
| 299   | Shahram Rastegari                  |                                    |                    | "           |
| 300   | Steven Goosen                      | Abbotsford (Colombie-Britannique)  | Canada             | "           |
| 301   | Brian Hansen                       | Henderson (Nevada)                 | États-Unis         | "           |
| 302   | Aaron Lerner                       | Montréal                           | Canada             | "           |
| 303   | Michael Purdy                      | Chesapeake (Virginie)              | États-Unis         | "           |
| 304   | Peter Ling                         | Victoria                           | Australie          | "           |
| 305   | Clayton Newman                     | Athens (Géorgie)                   | États-Unis         | "           |
| 306   | Michelle Sainz                     | Huixsuilucau                       | Edo                | "           |
| 307   | Bruce Hyde                         | Ithaca (New York)                  | États-Unis         | "           |
| 308   | Michael Blockside                  | Rocky River (Ohio)                 | États-Unis         | "           |
| 309   | Tony Basile                        | Toronto                            | Canada             | "           |
| 310   | Patrick Poels                      | Mesa (Arizona)                     | États-Unis         | "           |
| 311   | Kevin Lang                         | Raleigh (Caroline du Nord)         | États-Unis         | "           |
| 312   | Brian Lamanna                      | Las Vegas (Nevada)                 | États-Unis         | "           |
| 313   | Nichlas Mattsson                   |                                    |                    | "           |
| 314   | Dragoslav Timarac                  | Reutlingen                         | Allemagne          | "           |
| 315   | Thomas Schaffer                    | Gahanna (Ohio)                     | États-Unis         | "           |
| 316   | Andre Johnstone                    | Le Cap                             | Afrique du Sud     | "           |
| 317   | John Gordon                        | Clearwater (Floride)               | États-Unis         | "           |
| 318   | Ferdinand Quelle                   | Bradon (Manitoba)                  | Canada             | "           |
| 319   | Carmel Petresco                    | Las Vegas (Nevada)                 | États-Unis         | "           |
| 320   | Paul Kitsos                        | Manhasset (New York)               | États-Unis         | "           |
| 321   | Thayer Rasmussen                   | Largo (Floride)                    | États-Unis         | "           |
| 322   | Jani Vilmunen                      | Porvoo                             | Finlande           | "           |
| 323   | Michael Bertolini                  | Las Vegas (Nevada)                 | États-Unis         | "           |
| 324   | Kevin Schaffel                     | Weston (Floride)                   | États-Unis         | "           |
| 325   | Mads Andersen                      | Hellerup                           | Danemark           | "           |
| 326   | Derek Buonano                      | Tolland (Connecticut)              | États-Unis         | "           |
| 327   | Nicholas Rampone                   | McMinnville (Oregon)               | États-Unis         | "           |
| 328   | Shane Pacheco                      | Tahoe Vista (Californie)           | États-Unis         | "           |
| 329   | Johnny Chan                        | Cerritos (Californie)              | États-Unis         | "           |
| 330   | Joshua Chait                       | Los Angeles                        | États-Unis         | "           |
| 331   | Maya Gellar                        | Encino (Californie)                | États-Unis         | "           |
| 332   | Everett Carlton                    | Saint Paul (Minnesota)             | États-Unis         | "           |
| 333   | William Blanda                     | Galveston (Texas)                  | États-Unis         | "           |
| 334   | Greg Duros                         | Signal Hill (Californie)           | États-Unis         | "           |
| 335   | Tracy Scala                        | Ocean Ridge (Floride)              | États-Unis         | "           |
| 336   | Edward Godfrey                     | Las Vegas (Nevada)                 | États-Unis         | "           |
| 337   | Magnus Petersson                   | Stockholm                          | Suède              | "           |
| 338   | Hasan Habib                        | Downey (Californie)                | États-Unis         | "           |
| 339   | Mirza Nagji                        | New York                           | États-Unis         | "           |
| 340   | Michael Spinasanta                 | Phoenix (Arizona)                  | États-Unis         | "           |
| 341   | Andrew Armstrong                   | McLeansville (Caroline du Nord)    | États-Unis         | "           |
| 342   | Mitchell Smith                     | Cape Coral (Floride)               | États-Unis         | "           |
| 343   | Thomas Hanlon                      | Dublin                             | Irlande            | "           |
| 344   | Adam Zinn                          | Las Vegas (Nevada)                 | États-Unis         | "           |
| 345   | Igor Ioffe                         | Reminderville (Ohio)               | États-Unis         | "           |
| 346   | Gary Friedlander                   | Bellaire (Texas)                   | États-Unis         | "           |
| 347   | Jeremy Renz                        | Green Bay (Wisconsin)              | États-Unis         | "           |
| 348   | Stuart Hosen                       | Addison (Texas)                    | États-Unis         | "           |
| 349   | Jason Newburger                    | Vernon Hills (Illinois)            | États-Unis         | "           |
| 350   | Robert Wood                        | Lenexa (Kansas)                    | États-Unis         | "           |
| 351   | Tai Nguyen                         | Fremont (Californie)               | États-Unis         | "           |
| 352   | Mark Crocker                       | Winchester                         | Angleterre         | "           |
| 353   | Matthew Calhoun                    | Phoenix (Arizona)                  | États-Unis         | "           |
| 354   | Joanne Monteavaro                  | Bronx                              | États-Unis         | 28 950 $    |
| 355   | Denny Lee                          | Los Angeles                        | États-Unis         | "           |
| 356   | Raymond Henson                     | Spring (Texas)                     | États-Unis         | "           |
| 357   | Paul Ridley                        | Weoley Castle                      | Angleterre         | "           |
| 358   | Trevor Reardon                     | Seaffordshine                      | Angleterre         | "           |
| 359   | Robert Cook                        | Boca Raton (Floride)               | États-Unis         | "           |
| 360   | Devin Porter                       | Provo (Utah)                       | États-Unis         | "           |
| 361   | Tomer Berda                        | Menlo Park (Californie)            | États-Unis         | "           |
| 362   | Adam Schwartz                      | Maple Ridge (Colombie-Britannique) | Canada             | "           |
| 363   | Marc Tschirch                      | Reyklinghausen                     |                    | "           |
| 364   | Russell Silva                      |                                    |                    | "           |
| 365   | Leonard Nicoletta                  | Waveland (Mississippi)             | États-Unis         | "           |
| 366   | Dylan Linde                        | Coeur d'Alene (Idaho)              | États-Unis         | "           |
| 367   | Jason Lester                       | Miami (Floride)                    | États-Unis         | "           |
| 368   | Leo Wolpert                        | Fairfax (Virginie)                 | États-Unis         | "           |
| 369   | Arthur Tanimoto                    | Elk Grove (Californie)             | États-Unis         | "           |
| 370   | Bertrand Grospellier               | Londres                            | Angleterre         | "           |
| 371   | Waylon Frey                        | Houston (Texas)                    | États-Unis         | "           |
| 372   | Eric Kesselman                     | New York City                      | États-Unis         | "           |
| 373   | Evan McNiff                        | San Diego                          | États-Unis         | "           |
| 374   | Christopher Smith                  | San Francisco                      | États-Unis         | "           |
| 375   | Frank Browne                       |                                    |                    | "           |
| 376   | Ryan Eber                          | Johannesburg                       | Afrique du Sud     | "           |
| 377   | Mark Velloney                      | Chesterfield (Michigan)            | États-Unis         | "           |
| 378   | Kenneth Lee                        | Oakton (Virginie)                  | États-Unis         | "           |
| 379   | Phillip Liou                       | Urbana (Illinois)                  | États-Unis         | "           |
| 380   | Lawrence Jacobs                    |                                    |                    | "           |
| 381   | Israel Hodara                      | Duluth (Géorgie)                   | États-Unis         | "           |
| 382   | Herbert Morici                     | Irving (Texas)                     | États-Unis         | "           |
| 383   | Eric Thompkins                     | Antelope (Californie)              | États-Unis         | "           |
| 384   | Gary Berbiglia                     | Lenexa (Kansas)                    | États-Unis         | "           |
| 385   | Iwan Johns                         | Cardiff                            | Pays de Galles     | "           |
| 386   | Cliff Josephy                      | Syosset (New York)                 | États-Unis         | "           |
| 387   | Scott Landrem                      | Franklin Square (New York)         | États-Unis         | "           |
| 388   | Robert Fechser                     | Las Vegas (Nevada)                 | États-Unis         | "           |
| 389   | Steve Davis                        | Romford                            | Angleterre         | "           |
| 390   | Patrick Forton                     | Québec (ville)                     | Canada             | "           |
| 391   | Shaun Farley                       | St. Mary                           | France             | "           |
| 392   | John Reiss                         | Omaha (Nebraska)                   | États-Unis         | "           |
| 393   | Kim Moon                           | Dublin (Californie)                | États-Unis         | "           |
| 394   | Frank Russo                        | Pompano Beach (Floride)            | États-Unis         | "           |
| 395   | Jamie Rosen                        | Las Vegas (Nevada)                 | États-Unis         | "           |
| 396   | Nicholas Keegan                    | Sale                               | Angleterre         | "           |
| 397   | Larry Bernstein                    | Ramsey (New Jersey)                | États-Unis         | "           |
| 398   | Jasper Lee                         | Culver City (Californie)           | États-Unis         | "           |
| 399   | Egerton Bullock                    | Plantation (Floride)               | États-Unis         | "           |
| 400   | Andres Alvarez                     | Caracas                            | Venezuela          | "           |
| 401   | Stephen Giufre                     |                                    |                    | "           |
| 402   | Jolyne Thompson                    | Houston (Texas)                    | États-Unis         | "           |
| 403   | Thomas Cummins                     | Cincinnati (Ohio)                  | États-Unis         | "           |
| 404   | Diogo Borges                       | Porto                              | Portugal           | "           |
| 405   | Martin Elkher                      | Copenhagen                         | Danemark           | "           |
| 406   | Salomon Sutton                     | Huixqulucan                        |                    | "           |
| 407   | Michael Schnabel                   | Wuppertal                          | Allemagne          | "           |
| 408   | Pawel Andrzejewski                 | Park Ridge (Illinois)              | États-Unis         | "           |
| 409   | Paul Leckey                        | Ballycastle (Antrim)               | Irlande du Nord    | "           |
| 410   | Frank Chimienti                    | Clovis (Californie)                | États-Unis         | "           |
| 411   | Richard Owens                      | Sandyford                          | Irlande            | "           |
| 412   | Whitney Blanton                    | Carrollton (Texas)                 | États-Unis         | "           |
| 413   | Peter Wesselius                    | Hilversum                          | Pays-Bas           | "           |
| 414   | Kory Mitchell                      | Denver                             | États-Unis         | "           |
| 415   | Patrick Ocallaghan                 | Galway                             | Irlande            | 27 020 $    |
| 416   | Andrew Goetsch                     | Calabasas (Californie)             | États-Unis         | "           |
| 417   | William Pilossoph                  | Presto (Pennsylvanie)              | États-Unis         | "           |
| 418   | Frankie Odell                      | Henderson (Nevada)                 | États-Unis         | "           |
| 419   | Timothy West                       | Las Altos (Californie)             | États-Unis         | "           |
| 420   | Steven Rosen                       | Armonk (New York)                  | États-Unis         | "           |
| 421   | Jason Sagle                        | Sudbury (Ontario)                  | Canada             | "           |
| 422   | Dale Andrews                       | Frederick (Maryland)               | États-Unis         | "           |
| 423   | Craig Goodling                     | Naples (Floride)                   | États-Unis         | "           |
| 424   | Adam Schoenfeld                    | Las Vegas (Nevada)                 | États-Unis         | "           |
| 425   | Peter Christensen                  | Saint Paul (Minnesota)             | États-Unis         | "           |
| 426   | Raymond Saide                      | Garza Garcia                       | Mexique            | "           |
| 427   | David Colclough                    | Birmingham                         | Angleterre         | "           |
| 428   | Christopher Anzivino               | Boston                             | États-Unis         | "           |
| 429   | James Dalessandro                  | Chicago                            | États-Unis         | "           |
| 430   | David Naimark                      | Cardiff (Californie)               | États-Unis         | "           |
| 431   | Michael Wattel                     | Phoenix (Arizona)                  | États-Unis         | "           |
| 432   | Gary Do                            | Englewood (Colorado)               | États-Unis         | "           |
| 433   | Maria Navarro                      | Madrid                             | Espagne            | "           |
| 434   | Eetu Vehilainen                    | Tampere                            | Finlande           | "           |
| 435   | James Washer                       | Pelham (Alabama)                   | États-Unis         | "           |
| 436   | Robert Bright                      | Las Vegas (Nevada)                 | États-Unis         | "           |
| 437   | Jeffrey Bryan                      | Fort Calhoun (Nebraska)            | États-Unis         | "           |
| 438   | Richard Lowe                       | Olathe (Kansas)                    | États-Unis         | "           |
| 439   | Kirill Gerasimov                   | Moscow                             | Russie             | "           |
| 440   | Fokke Beukers                      | Noordwijk                          | Pays-Bas           | "           |
| 441   | Alberto Fontrytzner                |                                    |                    | "           |
| 442   | Jean Bellande                      | Las Vegas (Nevada)                 | États-Unis         | "           |
| 443   | Scott Harris                       | Morgantown (Virginie-Occidentale)  | États-Unis         | "           |
| 444   | Jason Young                        | Suffern (New York)                 | États-Unis         | "           |
| 445   | Neville Robbeson Parklands         | Le Cap                             | Afrique du Sud     | "           |
| 446   | Haysam Chiniara                    | Montreal                           | California         | "           |
| 447   | Darryl Ronconi                     | Naperville (Illinois)              | États-Unis         | "           |
| 448   | Morten Antonsen                    | Bodoe                              | Norvège            | "           |
| 449   | Peter Hedlund                      | Stockholm                          | Suède              | "           |
| 450   | Jason Mccarty                      | Coconut Creek (Floride)            | États-Unis         | "           |
| 451   | Evan Woodington                    | Sussex (Wisconsin)                 | États-Unis         | "           |
| 452   | Chris Bjorin                       | Londres                            | Angleterre         | "           |
| 453   | David Dao                          | Elizabethtown (Kentucky)           | États-Unis         | "           |
| 454   | Steven Devries                     | Groningen                          | Pays-Bas           | "           |
| 455   | Nathaniel Mullen                   | Daly City (Californie)             | États-Unis         | "           |
| 456   | Brian Schaedlich                   | Orange (Ohio)                      | États-Unis         | "           |
| 457   | George Ramsey                      | Naples (Floride)                   | États-Unis         | "           |
| 458   | Robert Mizrachi                    | Las Vegas (Nevada)                 | États-Unis         | "           |
| 459   | Denys Drobyna                      | Bremen                             | Allemagne          | "           |
| 460   | Chase Madden                       | Sarasota (Floride)                 | États-Unis         | "           |
| 461   | Christain Oman                     | Stockholm                          | Suède              | "           |
| 462   | Thamir Akrawi                      | Sterling Heights (Michigan)        | États-Unis         | "           |
| 463   | Huyen Bo                           | Houston (Texas)                    | États-Unis         | "           |
| 464   | David Ritter                       | Austin (Texas)                     | États-Unis         | "           |
| 465   | Peter Aiello                       | Fernie (Colombie-Britannique)      | Canada             | "           |
| 466   | Scott Hair                         | Bradenton (Floride)                | États-Unis         | "           |
| 467   | Zafar Aslam                        | Accrington (Lancashire)            | Angleterre         | "           |
| 468   | Hugo Navarrete                     | Miami Beach (Floride)              | États-Unis         | "           |
| 469   | Michael Vanier                     | Lincoln (Nebraska)                 | États-Unis         | "           |
| 470   | David Kronick                      | Maple Grove (Minnesota)            | États-Unis         | "           |
| 471   | Ken Holcombe                       | Cerritos (Californie)              | États-Unis         | "           |
| 472   | Max Troy                           | Los Angeles                        | États-Unis         | "           |
| 473   | Scott Zakheim                      | Davie (Floride)                    | États-Unis         | "           |
| 474   | Gregory Peters                     | Owasso (Oklahoma)                  | États-Unis         | "           |
| 475   | Keir Fitz-Gibbon                   |                                    |                    | "           |
| 476   | Aaron Steury                       | Fort Wayne (Indiana)               | États-Unis         | "           |
| 477   | Markus Golser                      | Anthering                          |                    | "           |
| 478   | Oskar Silow                        |                                    |                    | 25 090 $    |
| 479   | Leroy Spires                       |                                    |                    | "           |
| 480   | Roger Pruzansky                    |                                    |                    | "           |
| 481   | Benjamin Sprengers                 | Plantation (Floride)               | États-Unis         | "           |
| 482   | Jason House                        |                                    |                    | "           |
| 483   | Rolf Slotboom                      | Amsterdam                          | Pays-Bas           | "           |
| 484   | Edmund Chan                        |                                    |                    | "           |
| 485   | Daniel Barlin                      | New York                           | États-Unis         | "           |
| 486   | Jeffrey Palarino                   | Pittsburgh (Pennsylvanie)          | États-Unis         | "           |
| 487   | Jeffrey Norman                     | Encinitas (Californie)             | États-Unis         | "           |
| 488   | Judith Raney                       |                                    |                    | "           |
| 489   | Edmond Mekertichian                | Winnetka (Illinois)                | États-Unis         | "           |
| 490   | Gary Herstein                      | Chicago                            | États-Unis         | "           |
| 491   | Andreas Jorbeck                    | Stockholm                          | Suède              | "           |
| 492   | Ruben Juarez                       |                                    |                    | "           |
| 493   | Beisheng Chen                      | Scottsbluff (Nebraska)             | États-Unis         | "           |
| 494   | Albert Riccobono                   | Ossining (New York)                | États-Unis         | "           |
| 495   | Daryn Firicano                     | Woburn (Massachusetts)             | États-Unis         | "           |
| 496   | Gerald Macleod                     |                                    |                    | "           |
| 497   | Sean Fennessey                     | Glenrothes (Fife)                  | Écosse             | "           |
| 498   | Howard German                      | North Las Vegas (Nevada)           | États-Unis         | "           |
| 499   | Christophe Gross                   | Saarbruecken                       | Allemagne          | "           |
| 500   | James Peera                        |                                    |                    | "           |
| 501   | Lei Cai                            | Alhambra (Californie)              | États-Unis         | "           |
| 502   | Ronald Jenkins                     |                                    |                    | "           |
| 503   | Francesco De Vivo Rivoci           | Torino                             | Italie             | "           |
| 504   | David Silk                         | New York                           | États-Unis         | "           |
| 505   | Joe McGowan                        | Las Vegas (Nevada)                 | États-Unis         | "           |
| 506   | Bryan Bevis                        | Savage (Minnesota)                 | États-Unis         | "           |
| 507   | James Grimes                       | Houston (Texas)                    | États-Unis         | "           |
| 508   | James Maltz                        | Island Park (New York)             | États-Unis         | "           |
| 509   | Luke Vrabel                        | West Hartford (Connecticut)        | États-Unis         | "           |
| 510   | David Stucke                       | Henderson (Nevada)                 | États-Unis         | "           |
| 511   | Robert Jarman                      | Las Vegas (Nevada)                 | États-Unis         | "           |
| 512   | Michael Vonada                     | Shingle Springs (Californie)       | États-Unis         | "           |
| 513   | David Gee                          | Gilbert (Arizona)                  | États-Unis         | "           |
| 514   | George Wedemeyer                   | Chicago                            | États-Unis         | "           |
| 515   | Todd Pierce                        | Hoboken (New Jersey)               | États-Unis         | "           |
| 516   | James Eccles                       |                                    |                    | "           |
| 517   | Chris Grigorian                    | Panorama City (Californie)         | États-Unis         | "           |
| 518   | Chau Giang                         | Las Vegas (Nevada)                 | États-Unis         | "           |
| 519   | William Smith                      |                                    |                    | "           |
| 520   | Hamid Jahangard                    | Marietta (Géorgie)                 | États-Unis         | "           |
| 521   | Serj Markarian                     | Burbank (Californie)               | États-Unis         | "           |
| 522   | Asher Derei                        | Londres                            | Angleterre         | "           |
| 523   | David Sacks                        | Beverly Hills (Californie)         | États-Unis         | "           |
| 524   | Michael Perez                      | Carlsbad (Californie)              | États-Unis         | "           |
| 525   | Brian Montag                       | Basking Ridge (New Jersey)         | États-Unis         | "           |
| 526   | Bob Slezak                         | Omaha (Nebraska)                   | États-Unis         | "           |
| 527   | Vimy Ha                            | Brooklyn                           | États-Unis         | "           |
| 528   | Wendell Olsen                      |                                    |                    | "           |
| 529   | Vlad Teposu                        | Brasov                             | Roumanie           | "           |
| 530   | Wooka Kim                          | Osaka                              | Japon              | "           |
| 531   | Gjorgji Chuchuk                    |                                    |                    | "           |
| 532   | Jason Kang                         |                                    |                    | "           |
| 533   | Rory Chinn                         | Kingston                           | Jamaïque           | "           |
| 534   | Dan Glimne                         |                                    |                    | "           |
| 535   | Robert Kovar                       | Toronto                            | Canada             | "           |
| 536   | Farzad Rouhani                     | Gaithersburg (Maryland)            | États-Unis         | "           |
| 537   | Janne Runtti                       |                                    |                    | "           |
| 538   | John Strzemp                       | Las Vegas (Nevada)                 | États-Unis         | "           |
| 539   | Mark Tenner                        | Henderson (Nevada)                 | États-Unis         | "           |
| 540   | Matthew Mezvinsky                  |                                    |                    | "           |
| 541   | Stephen Landrum                    | Folsom (Californie)                | États-Unis         | 23 160 $    |
| 542   | Rene Refsgaard                     |                                    |                    | "           |
| 543   | Eugenio Neto                       | Rio de Janeiro                     | Brésil             | "           |
| 544   | Soren Jensen                       |                                    |                    | "           |
| 545   | Michael Johnson                    |                                    |                    | "           |
| 546   | Jesse Kremer                       |                                    |                    | "           |
| 547   | Soren Knudson                      | Kolding                            | Danemark           | "           |
| 548   | Michael Offerman                   | Joliet (Illinois)                  | États-Unis         | "           |
| 549   | Valdemar Kwaysser                  |                                    |                    | "           |
| 550   | Jason Ashley                       |                                    |                    | "           |
| 551   | Andreas Torbergsen                 |                                    |                    | "           |
| 552   | Stephen Austin                     | La Quinta (Californie)             | États-Unis         | "           |
| 553   | Henning Granstad                   | Oslo                               | Norvège            | "           |
| 554   | Ernesto Margolis                   | Recife                             | Brésil             | "           |
| 555   | Adam Grovenstein                   |                                    |                    | "           |
| 556   | Zelong Dong                        | Vestavia Hills (Alabama)           | États-Unis         | "           |
| 557   | John Kapovich                      |                                    |                    | "           |
| 558   | Alex Smith                         | Highland Park (New Jersey)         | États-Unis         | "           |
| 559   | Henrik Thuesen                     | Frederiksberg                      | Danemark           | "           |
| 560   | Gary Hamilton                      |                                    |                    | "           |
| 561   | Paul Coles                         |                                    |                    | "           |
| 562   | Si Vo                              | Saint-Louis (Missouri)             | États-Unis         | "           |
| 563   | Jody Garaventa                     | Raleigh (Caroline du Nord)         | États-Unis         | "           |
| 564   | James Lowe                         | Blacklick (Ohio)                   | États-Unis         | "           |
| 565   | Michael Grabmugg                   |                                    |                    | "           |
| 566   | Robert Crawford                    | Henderson (Nevada)                 | États-Unis         | "           |
| 567   | Yonghui Jiang                      | Greenville (Kentucky)              | États-Unis         | "           |
| 568   | Rickey Welch                       | Bartow (Floride)                   | États-Unis         | "           |
| 569   | Karen Mengden                      | Chadds Ford (Pennsylvanie)         | États-Unis         | "           |
| 570   | Kermit Mallette                    | Pensacola (Floride)                | États-Unis         | "           |
| 571   | Brian Brubaker                     |                                    |                    | "           |
| 572   | Michael Frandsen                   | Aalborg                            | Danemark           | "           |
| 573   | Steven Levy                        | Peabody (Massachusetts)            | États-Unis         | "           |
| 574   | Va Watkins                         |                                    |                    | "           |
| 575   | Jason Nadeau                       | Surrey (Colombie-Britannique)      | Canada             | "           |
| 576   | Jerome Mercado                     | Petaluma (Californie)              | États-Unis         | "           |
| 577   | Martyn Sands                       |                                    |                    | "           |
| 578   | Brett Houghton                     | Ontario                            | Canada             | "           |
| 579   | David Rosenbloom                   |                                    |                    | "           |
| 580   | Thomas Culberson                   | Ellisville (Mississippi)           | États-Unis         | "           |
| 581   | Justin Truesdell                   |                                    |                    | "           |
| 582   | Pierre Marceau                     | Meudon                             | France             | "           |
| 583   | Robert Anderson                    | Naperville (Illinois)              | États-Unis         | "           |
| 584   | Jeremy Symington                   | Onsted (Michigan)                  | États-Unis         | "           |
| 585   | Jan Heitmann                       |                                    |                    | "           |
| 586   | Nathan Doudney                     | Rockwall (Texas)                   | États-Unis         | "           |
| 587   | Izakron Young                      | Shoham                             | Israël             | "           |
| 588   | Olivier Decamps                    | St Orens De Gameville              | France             | "           |
| 589   | Bijan Shahbaz                      |                                    |                    | "           |
| 590   | Jesper Anderberg                   |                                    |                    | "           |
| 591   | Brandon Foster                     |                                    |                    | "           |
| 592   | Brett Richey                       | New York                           | États-Unis         | "           |
| 593   | Rubens Bicalho                     | Minas Gerais                       | Brésil             | "           |
| 594   | Daniel Marchand                    |                                    |                    | "           |
| 595   | Age Spets                          |                                    |                    | "           |
| 596   | Raymond Yee                        | Alhambra (Californie)              | États-Unis         | "           |
| 597   | Matthew Kennedy                    | McAllen (Texas)                    | États-Unis         | "           |
| 598   | Rasmus Vogt                        |                                    |                    | "           |
| 599   | Wilbur Futhey                      | Crossville (Tennessee)             | États-Unis         | "           |
| 600   | Thor Hansen                        | El Segundo (Californie)            | États-Unis         | "           |
| 601   | Benjamin Zamani                    | Boca Raton (Floride)               | États-Unis         | "           |
| 602   | Magnus Persson                     | Gothenburg                         | Suède              | "           |
| 603   | Johan Slutter                      | Enschede                           | Pays-Bas           | "           |
| 604   | Sharon Levin                       | Aventura (Floride)                 | États-Unis         | 21,230$     |
| 605   | Darren Nelson                      | Las Vegas (Nevada)                 | États-Unis         | "           |
| 606   | Ryan Monastyrski                   | Burnaby (Colombie-Britannique)     | Canada             | "           |
| 607   | Matthew Bucaric                    | Brentwood (Tennessee)              | États-Unis         | "           |
| 608   | Weiwen Liang                       | Galloway (New Jersey)              | États-Unis         | "           |
| 609   | Emad Tahtouh                       |                                    |                    | "           |
| 610   | Berk Aydin                         | Palm Harbor (Floride)              | États-Unis         | "           |
| 611   | Jeffrey Hakim                      | Wexford (Pennsylvanie)             | États-Unis         | "           |
| 612   | Alioscia Oliva                     |                                    |                    | "           |
| 613   | Jonathan Lane                      | Menasha (Wisconsin)                | États-Unis         | "           |
| 614   | Cuong Nguyen                       | Richmond (Virginie)                | États-Unis         | "           |
| 615   | Milan Andrejkovics                 |                                    |                    | "           |
| 616   | William Gazes                      | New York                           | États-Unis         | "           |
| 617   | Francis Rusnak                     | Chicago                            | États-Unis         | "           |
| 618   | George Adams                       | Pensacola (Floride)                | États-Unis         | "           |
| 619   | John Henck                         |                                    |                    | "           |
| 620   | Allen Bari                         | West Orange (New Jersey)           | États-Unis         | "           |
| 621   | Jose Santos La Cuesta              |                                    |                    | "           |
| 622   | Senovio Ramirez                    |                                    |                    | "           |
| 623   | Nadav Benjosef                     |                                    |                    | "           |
| 624   | Adam Richardson                    | Poway (Californie)                 | États-Unis         | "           |
| 625   | Vanessa Rousso                     | Las Vegas (Nevada)                 | États-Unis         | "           |
| 626   | Ryan Jones                         |                                    |                    | "           |
| 627   | Les Jesudason                      | Hammonds Plains (Nouvelle-Écosse)  | Canada             | "           |
| 628   | Wolbert Bartlema                   |                                    |                    | "           |
| 629   | Todd Jatras                        | Brooklyn                           | États-Unis         | "           |
| 630   | Mats Clavell                       | VÃ¤sterÃ¥s                         | Suède              | "           |
| 631   | Julian Meer                        | Santa Barbara (Californie)         | États-Unis         | "           |
| 632   | Nicholas Goodall                   | Esher                              | Angleterre         | "           |
| 633   | Nathaniel Eaton                    | Belpre (Ohio)                      | États-Unis         | "           |
| 634   | David Trinh                        | Markham (Ontario)                  | Canada             | "           |
| 635   | Jason Gray                         | Troutdale (Oregon)                 | États-Unis         | "           |
| 636   | Brian Pinkus                       | Covina (Californie)                | États-Unis         | "           |
| 637   | Michel Leibgorin                   | Paris                              | France             | "           |
| 638   | Shan Jing                          | Arcadia (Californie)               | États-Unis         | "           |
| 639   | Michael Berea                      | Saint-Louis (Missouri)             | États-Unis         | "           |
| 640   | Patri Forwalter-Friedman           | Mountain View (Californie)         | États-Unis         | "           |
| 641   | Douglas Janney                     | Fredericksburg (Virginie)          | États-Unis         | "           |
| 642   | Claudio Rinaldi                    | Rancate                            | Suisse             | "           |
| 643   | Messaoud Bouchaib                  | EkerÃ¶                             | Suède              | "           |
| 644   | Walter Bizzarro                    | Dilliugen                          |                    | "           |
| 645   | Patrick Pezzin                     | Bari                               | Italie             | "           |
| 646   | Kenneth McKusick                   | Baltimore                          | États-Unis         | "           |
| 647   | Rui Cao                            | Paris                              | France             | "           |
| 648   | Juan Hernandez                     | South Plainfield (New Jersey)      | États-Unis         | "           |
| 649   | Bryan Tiffin                       |                                    |                    | "           |
| 650   | Carl Restifo                       | Waretown (New Jersey)              | États-Unis         | "           |
| 651   | Men Nguyen                         | Bell Gardens (Californie)          | États-Unis         | "           |
| 652   | Pascal Guerillot                   | Paris                              | France             | "           |
| 653   | Matthew Clark                      | Nashville (Tennessee)              | États-Unis         | "           |
| 654   | Tam Gourlay                        |                                    |                    | "           |
| 655   | Roy Vandersluis                    | Londres                            | Angleterre         | "           |
| 656   | Fernando Gordo                     | San Pedro                          | Brésil             | "           |
| 657   | Sasa Stancic                       | Etobicoke (Ontario)                | Canada             | "           |
| 658   | David Gallis                       | Cedar Park (Texas)                 | États-Unis         | "           |
| 659   | Robert Parkin                      | Royden (Essex)                     | Angleterre         | "           |
| 660   | Robert Melnyk                      |                                    |                    | "           |
| 661   | Lorenz Roder                       | Schindellegi                       | Suisse             | "           |
| 662   | Dale Sing                          | Roper (Caroline du Nord)           | États-Unis         | "           |
| 663   | Tommy Brown                        | Auburn (Californie)                | États-Unis         | "           |
| 664   | Henrik Abrahamson                  |                                    |                    | "           |
| 665   | Justin Phillips                    | Oregon City (Oregon)               | États-Unis         | "           |
| 666   | Joe Conti                          | Boynton Beach (Floride)            | États-Unis         | "           |